# Puig dels Terrers
El Puig dels Terrers és una muntanya de 251 metres que es troba al municipi d'Olivella, a la comarca del Garraf.